# 蓬田岳
蓬田岳（よもぎだだけ）は、阿武隈高地に属する標高952mの山である。
福島県石川郡平田村、須賀川市、郡山市の境界に位置する。阿武隈高地では珍しい独立峰であり、古くは霊峰として知られ、現在は眺望の良さやアクセスの良さから登山者が多い。東北百名山の1つ。一等三角点を保有している。

## 概要
蓬田という地名は坂上田村麻呂によって名付けられたとされ、かつては山岳信仰の対象であった。きわめて過酷な修行が行われ、女人禁制でもあった山には菅布禰神社が現存し、日本武尊と猿田彦命が祀られている。阿武隈高地を蓬田岳に向かって歩く修験者の松明が、太平洋で漁をしていた漁民たちの陸の目印となっていたともされ、茨城県北部や福島県浜通りの漁民の中には、蓬田沖という蓬田岳への信仰が生まれた。もちろんこれは、道案内を司ると言われる猿田彦命を崇拝するものである。同じ理由から、いわき市側にある二ッ箭山も信仰された。また、石川郡や岩瀬郡、安積郡、田村郡などの広域で、蓬田岳を水分神として崇拝していた。

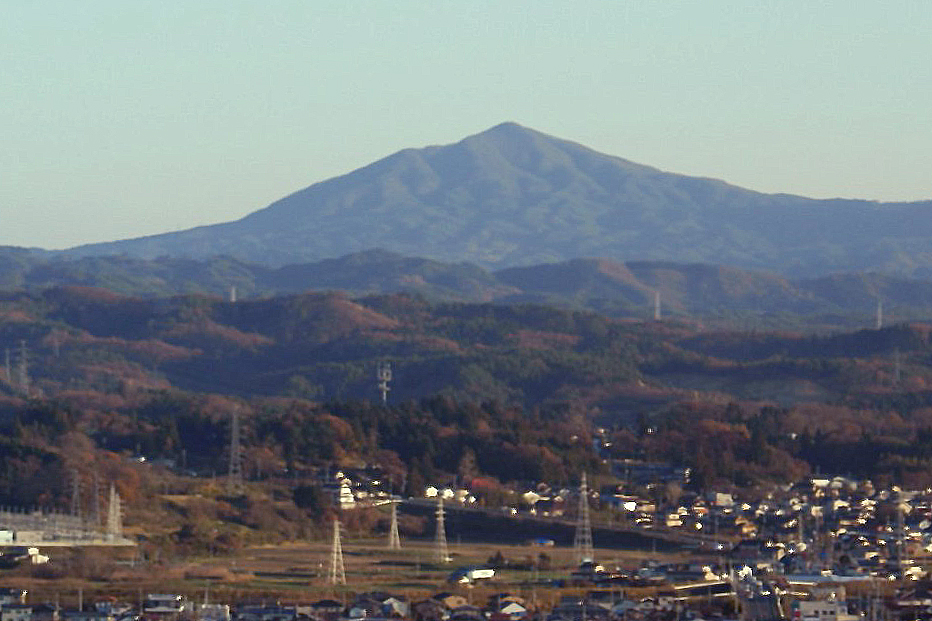
北西にある郡山市のビッグアイより望む

蓬田岳は阿武隈高地に属しながらも、山の周りがなだらかな勾配であると同時に山自体も標高が高いため、独立峰ともみられる容姿である。このため、「平田富士」とも呼ばれる。標高の割には登山難易度が低く、眺望もよいことから、福島県内では登山人気の比較的高い山である。山頂からは吾妻連峰、安達太良山、磐梯山、那須連峰、阿武隈高地、八溝山系、太平洋のみならず、天候や気候次第では筑波山、日光の男体山・女体山、富士山の山頂部も見ることができる。
山頂には、地上デジタル放送の中継局が設置されている。平田村はテレビの送信所がある郡山市からいわき市の間の山と山の間にあるため、蓬田岳はアナログ放送時から平田村や周辺地域のテレビの受信に大きな役割を果たしている。

## 主な登山ルート
- 平田村
  - 下蓬田登山道
  - 蓬田新田登山道
  - 探検コース - 山麓の観光施設ジュピアランドひらたを起点とした整備登山道。登山口の展望デッキは、東京スカイツリーと同じ標高のため、ジュピアランドひらた634という愛称がある。
  - 沢又登山口
- 須賀川市
  - 銭神登山口 - 東北電力の鉄塔保守道を兼ねている。
- 郡山市
  - 田母神登山口 - 糠塚登山口とも呼ばれる。

いずれの登山口も麓から1時間半から2時間で山頂に到達できるが、郡山市や須賀川市から入山した場合は岩や沢を通る必要があるため、多くの登山者は平田村側を利用する。ジュピアランドひらたには大規模な駐車場があるほか、蓬田新田と田母神は郡山駅から福島交通蓬田行きバスで向かうことができる。　

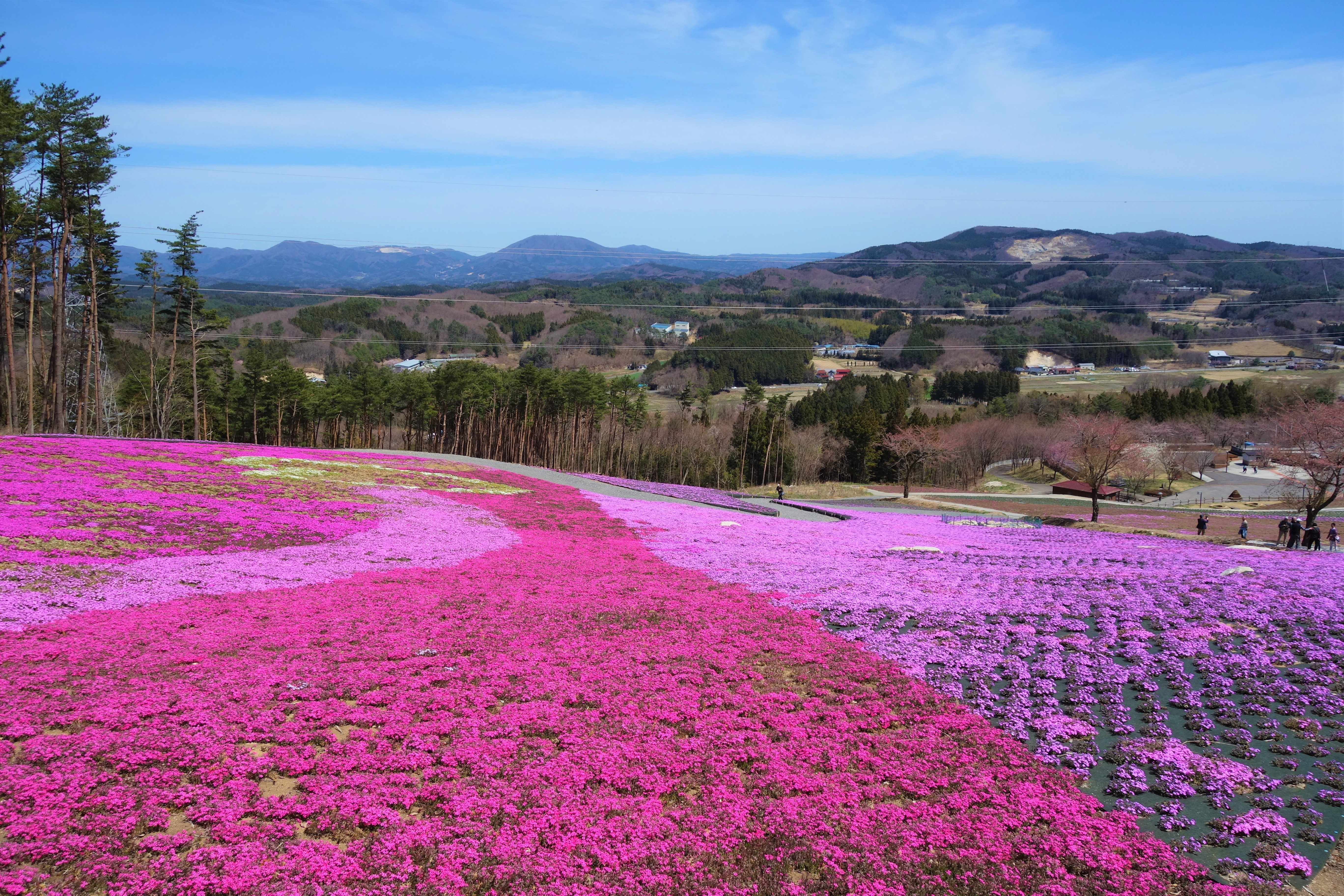
ジュピアランドひらた展望デッキからの芝桜
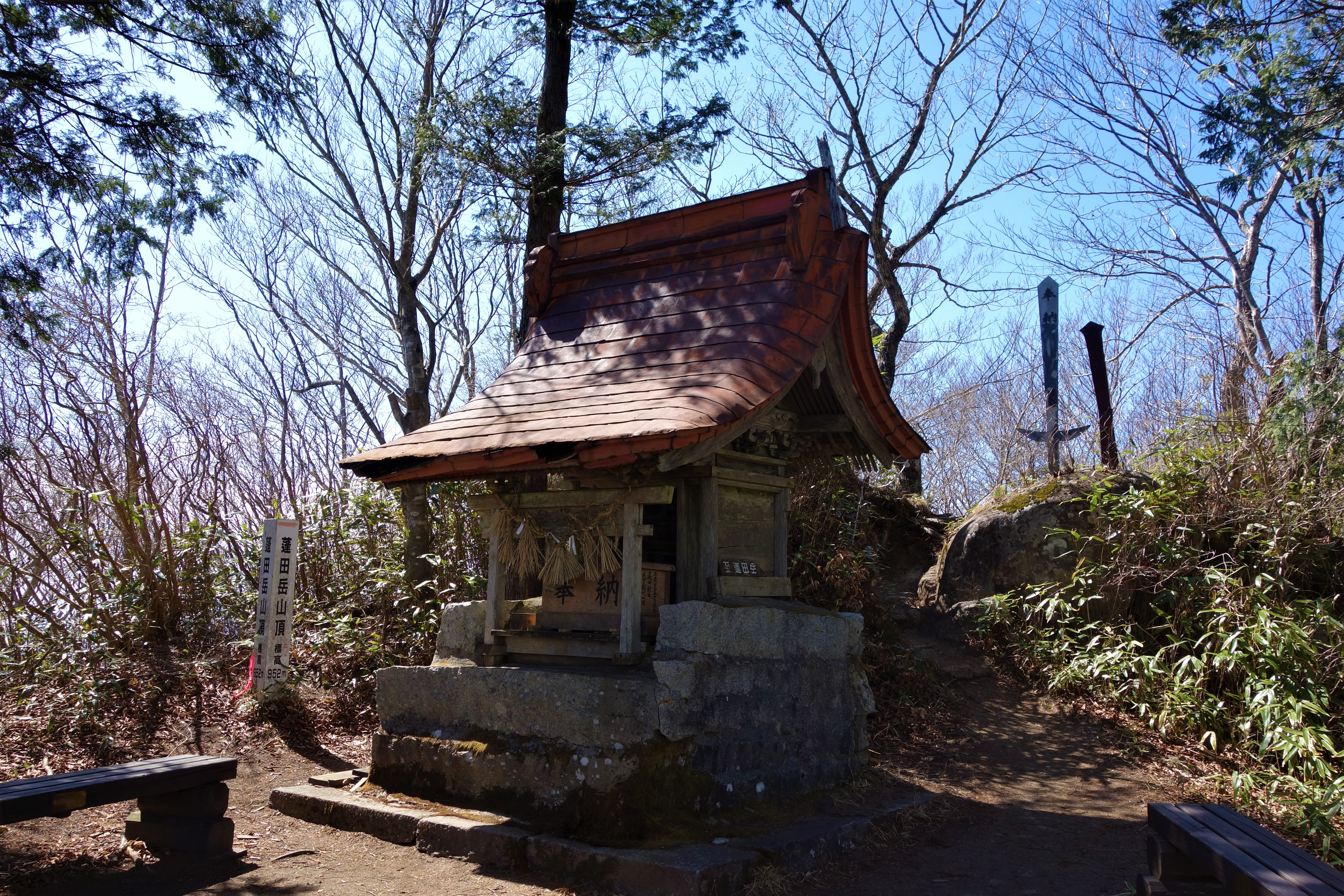
蓬田岳山頂の菅船神社
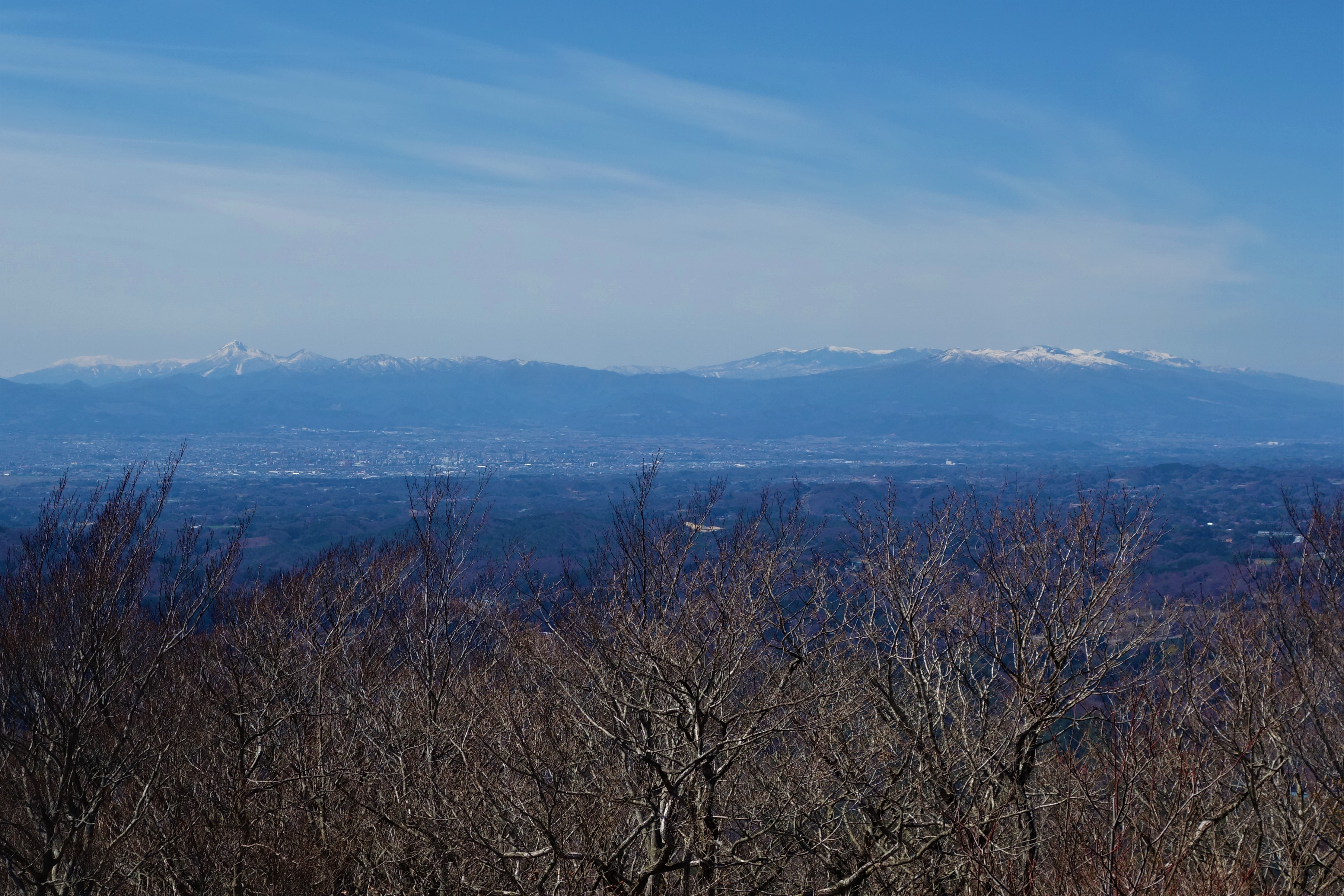
蓬田岳山頂から磐梯山と吾妻連峰
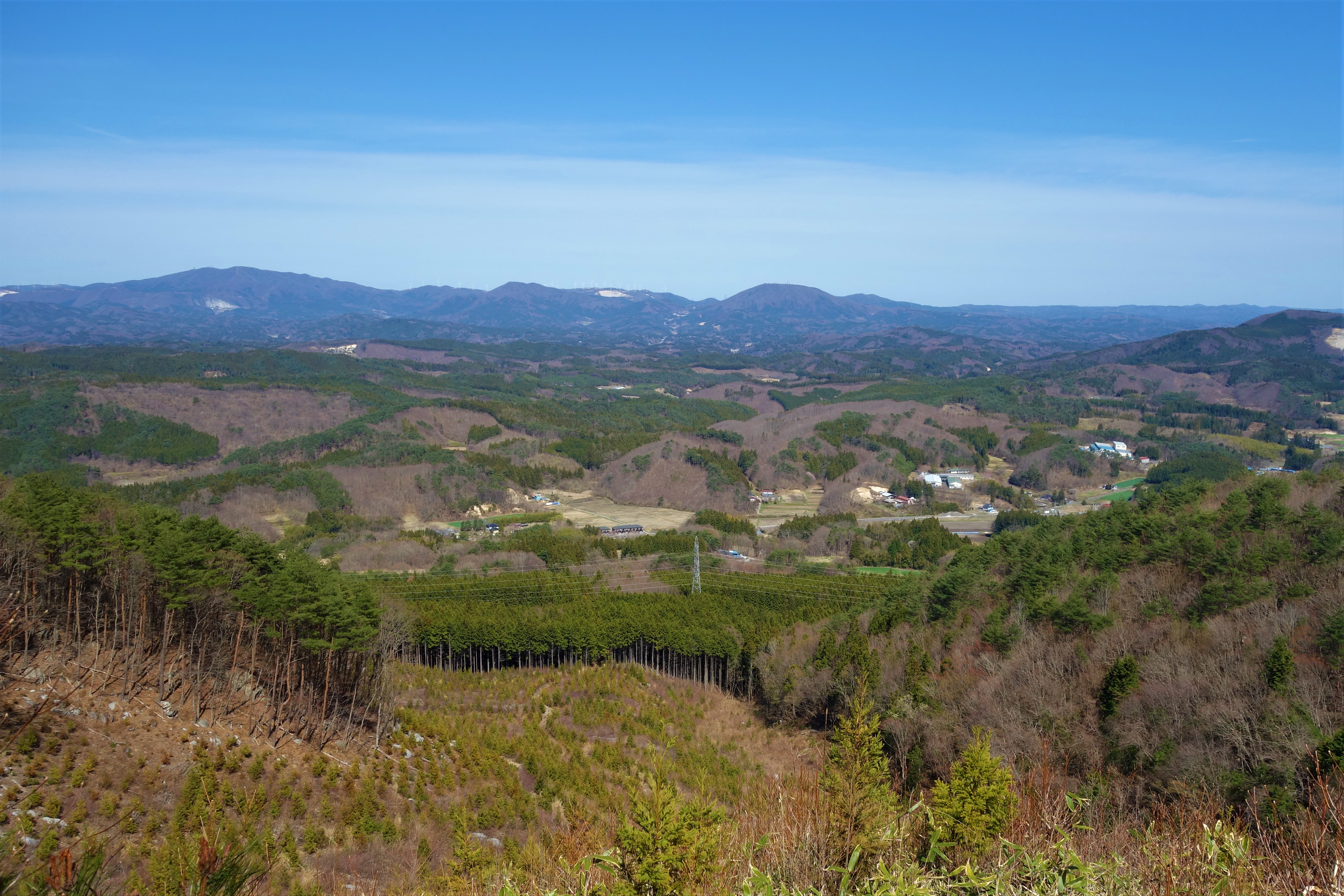
蓬田岳から大滝根山と矢大臣山

## 周辺
- ジュピアランドひらた - 芝桜の名所としても知られる。
- あぶくま高原道路 - 山の全容が望めるほか、東北自動車道、磐越自動車道、福島空港から蓬田岳のアクセスにも使われる。
- 宇津峰山 - 蓬田岳にほぼ隣接しており、銭神登山口や田母神登山口を利用して宇津峰山にそのまま横断する登山者もいる。
- 高柴山 - 蓬田岳に近く、隣の小野町にある。こちらは山ツツジが有名。
- ムシテックワールド - 須賀川市側の登山口に近い。養老孟司が館長を務める昆虫展示や航空シミュレーターなどがある科学館。
- 東山 - 標高779メートル。蓬田岳の須賀川市側登山口に近接しているため、続けて登山する人が多い。須賀川出身の円谷英二にちなみ、「ゴジラの糞」などと命名された奇岩があるほか、宇津峰山を見下ろせる。ムシテックワールド方面にそのまま向かうことも可能。